# Estación de Fontanar
Fontanar fue un apeadero ferroviario situado en el término municipal español de Fontanar, en la provincia de Guadalajara, comunidad autónoma de Castilla-La Mancha. En la actualidad las instalaciones están dadas de baja de la línea y no cuentan con servicio de viajeros.

## Situación ferroviaria
La estación se encuentra en el punto kilométrico 65,403 de la línea férrea de ancho ibérico que une Madrid con Barcelona a 669 metros de altitud, entre las estaciones de Guadalajara y Yunquera de Henares. El tramo es de vía doble y está electrificado.

## Historia
La estación fue puesta inicialmente en servicio el 5 de octubre de 1860 con la apertura del tramo de 43,376 km entre las estaciones de Guadalajara y Jadraque, dentro de la línea férrea Madrid-Zaragoza por parte de la Compañía de los Ferrocarriles de Madrid a Zaragoza y Alicante o MZA. En 1941, la nacionalización del ferrocarril en España supuso la integración de MZA en la recién creada RENFE. 
El 20 de septiembre de 1928 se duplicó la vía en el tramo entre Guadalajara y Yunquera de Henares y el 15 de mayo de 1979 se completó en vía doble la electrificación en el tramo entre Guadalajara y Baides, tramos al que pertenece la estación.
Desde el 31 de diciembre de 2004 Renfe Operadora explota la línea mientras que Adif es la titular de las instalaciones ferroviarias.

## La estación
Las instalaciones se reducen a dos andenes y un refugio de obra en el andén situado a la izquierda en kilometraje ascendente. El edificio de viajeros está demolido. El andén situado frente al refugio es rudimentario, realizado en balasto sin compactar y sujeto por antiguas traviesas de madera. El conjunto se encuentra a unos 100 metros del casco urbano de la población.
A unos dos kilómetros en sentido Guadalajara se encuentra el Pontón del arroyo de las Dueñas, de 16 metros de longitud y con dos arcos de 7 metros de luz, siendo uno de los pocos ejemplos de puentes de obra de la línea.